# Koki Kano
Koki Kano, född 19 december 1997, är en japansk fäktare som tävlar i värja.

## Karriär
Koki Kano ingick i det japanska laget som tog guld i värja vid OS 2020 och silver i värja vid OS 2024. Vid OS 2024 tog han hem det individuella guldet i värja.